# Uromyces janiphae
Uromyces janiphae är en svampart som först beskrevs av G. Winter, och fick sitt nu gällande namn av Joseph Charles Arthur 1915. Uromyces janiphae ingår i släktet Uromyces och familjen Pucciniaceae.   Inga underarter finns listade i Catalogue of Life.